# Sérgio (Kudriavtsev)
Sérgio (nascido: Ivan Platonoviche Kudriavtsev, em russo: Иван Платонович Кудрявцев; 1892, Vila de Chunaki, Uezd de Petrovski, Gubernia de Saratov, Império Russo - 16 de abril de 1955, Vila de Potma, República Socialista Soviética Autônoma Mordoviana, URSS) foi bispo josefino de Krasnokholmski e vigário da diocese de Tver da Igreja Ortodoxa Russa.